# Tadeusz Gadkowski
Tadeusz Gadkowski (ur. 22 stycznia 1952) – polski prawnik, radca prawny, doktor habilitowany nauk prawnych, specjalista w zakresie prawa międzynarodowego publicznego, prawa dyplomatycznego, prawa konsularnego, prawa traktatów oraz prawa atomowego, od 1991 profesor nadzwyczajny Uniwersytetu im. Adama Mickiewicza w Poznaniu.

## Życiorys
Uczęszczał do I Liceum Ogólnokształcącego w Ostrzeszowie. Studia prawnicze ukończył summa cum laude w 1973 na Wydziale Prawa i Administracji UAM, po czym został zatrudniony na macierzystym wydziale. Od 1991 zatrudniony jako profesor w Katedrze Prawa Międzynarodowego i Organizacji Międzynarodowych, w której został kierownikiem w 2010 (od 2012 Katedra przemianowana na Zakład). W latach 1993–1995 prodziekan macierzystego wydziału.
Był stypendystą: Międzynarodowej Agencji Energii Atomowej (1989), Fundacji im. Friedricha Eberta (1988, 1993), Deutscher Akademischer Austauschdienst (1991, 1994) oraz Ministerstwa Edukacji Narodowej (1988, 1996). Ponadto odbył szereg zagranicznych staży naukowych, m.in. w Hadze, Uniwersytecie w Getyndze, Uniwersytecie Christiana-Albrechta w Kilonii, Europejskim Uniwersytecie Viadrina, Instytucie Prawa Rosyjskiej Akademii Nauk, Europejskim Instytucie Uniwersyteckim we Florencji, walijskim Uniwersytecie Aberystwyth oraz Uniwersytecie Genewskim.
W 1978 uzyskał stopień doktorski na podstawie pracy pt. „Międzynarodowa kontrola pokojowego wykorzystania energii atomowej” (promotorem był Alfons Klafkowski). Habilitował się w 1989 na podstawie oceny dorobku naukowego i rozprawy „International Liability of State for Nuclear Damage” („Odpowiedzialność międzynarodowa państwa za szkodę jądrową”).
Wykładowca Wyższej Szkoły Zarządzania i Bankowości w Poznaniu (pełnił tam funkcję prorektora) oraz poznańskiego Uniwersytetu Ekonomicznego (był kierownikiem Katedry Prawa Gospodarczego).
W pracy badawczej zajmuje się takimi zagadnieniami jak: międzynarodowe prawo atomowe, prawo organizacji międzynarodowych, instytucje Unii Europejskiej, europejska współpraca transgraniczna, międzynarodowe prawo praw człowieka oraz bezpieczeństwo międzynarodowe. Członek Stowarzyszenia Prawa Międzynarodowego (ILA) oraz Stowarzyszenia Międzynarodowego Prawa Atomowego (INLA).

## Wybrane publikacje
- Międzynarodowa kontrola pokojowego wykorzystania energii atomowej, wyd. 1985
- Ochrona inwestycji zagranicznych w Polsce. Zbiór umów międzynarodowych (współautor opracowania wraz Jerzym Tyranowskim), wyd. 1993, ISBN 83-85626-17-4
- Alfons Klafkowski – prawnik internacjonalista (współautor wraz z Jerzym Tyranowskim), wyd. 2004, ISBN 83-7177-219-X
- Bezpieczeństwo współczesnego świata. Prawne aspekty bezpieczeństwa (red. anuk.), wyd. 2014, ISBN 978-83-61449-37-9
- ponadto artykuły publikowane w czasopismach prawniczych, m.in. w „Ruchu Prawniczym, Ekonomicznym i Socjologicznym”[1]